# Héctor Real (ur. 1981)
Héctor Jair Real Cobián (ur. 13 lipca 1981 w Guadalajarze) – meksykański trener piłkarski, od 2024 roku prowadzi Tepatitlán.